# Aeropuerto de Asturias
De luchthaven van Asturië (IATA: OVD, ICAO: LEAS) (Spaans: Aeropuerto de Asturias) ligt dicht bij de drie grotere steden van deze Spaanse provincie: Oviedo (de provinciehoofdstad), Gijón en Avilés. Hij ligt in de gemeente Castrillón en wordt geëxploiteerd door de Spaanse staatsonderneming voor luchthavens, AENA (Aeropuertos Españoles y Navegación Aerea). Hij ligt vlak bij de kust van de Atlantische Oceaan en is de meest noordelijke luchthaven in Spanje. De luchthaven biedt nationale en enkele Europese vluchten.

## Bereikbaarheid
De luchthaven van Asturië is met de auto vanaf Avilés, Gijón en Oviedo bereikbaar via de A-8 en de AI-82. Bovendien is de luchthaven te bereiken met bussen geëxploiteerd door Alsa.

## Passagiers
Aantal passagiers die door de luchthaven zijn gekomen sinds het jaar 1999.
| Jaar | Passagiers |
| ---- | ---------- |
| 1999 | 611.253    |
| 2000 | 817.497    |
| 2001 | 816.087    |
| 2002 | 774.317    |
| 2003 | 839.814    |
| 2004 | 943.992    |
| 2005 | 1.251.495  |
| 2006 | 1.353.030  |
| 2007 | 1.560.830  |
| 2008 | 1.530.245  |
| 2009 | 1.316.088  |
| 2010 | 1.355.364  |
| 2011 | 1.339.010  |
| 2012 | 1.309.640  |

## Geschiedenis
De eerste luchthaven van Asturië was die van La Morgal, in de buurt van Oviedo. Deze was een militaire basis gebouwd kort na de Spaanse Burgeroorlog in 1942. De commerciële vluchten begonnen in 1952, maar werden al in 1963 gestopt vanwege technische redenen. Vijf jaar later werd de huidige luchthaven op 46 km van Oviedo geopend. De luchthaven is meerdere malen uitgebreid waardoor de luchthaven nu over negen gates beschikt, waarvan drie een aviobrug hebben.